# Dina Averina
Dina Alekseyevna Averina (em russo: Дина Алексеевна Аверина; Zavolzhye, 13 de agosto de 1998) é uma atleta russa da ginástica rítmica individual. Ela é a vice-campeã na categoria individual geral das Olimpíadas 2020, a única tetracampeã (2021, 2019, 2018, 2017) do Campeonato Mundial de Ginástica Rítmica, medalhista de prata (2018) e bronze (2021) no Campeonato Europeu de Ginástica Rítmica e vice-campeã da final do Grand Prix Individual Geral de 2016. No âmbito nacional, ela é a campeã individual geral do Campeonato Russo de 2017 e 2018, além de medalhista de bronze do Campeonato Russo Júnior de 2013. Sua gêmea idêntica, Arina Averina, também é uma atleta competitiva da ginástica rítmica, campeã em 2018 e 2021 do Campeonato Europeu de Ginástica Rítmica.

## Percurso

### Júnior
As Averinas (Dina e Arina) começaram a praticar ginástica com a treinadora Larisa Belova, até que viraram membras do time nacional russo e passaram a treinar no Centro de Treinamentos Olímpicos em Moscou, no qual são treinadas por Vera Shatalina.
Dina e Arina participaram das primeiras competições internacionais em 2011, competindo nos Jogos da Juventude da Rússia e China, nos quais Dina ganhou o ouro e Arina terminou em 5º lugar no individual geral. Em 2012, Dina terminou em 4º lugar no Campeonato Russo Júnior. Dina e Arina competiram na Copa de Venera, em Eilat (Israel), na qual Dina levou o ouro no individual geral. Ela também ficou em primeiro lugar na arco e em segundo na bola, maça e fita. Dina então competiu na Copa Internacional MTM, em Liubliana (junto com as colegas de time Aleksandra Soldatova e Arina Averina), ganhando a medalha de ouro por time.
Na temporada 2013, Dina ganhou o bronze no individual geral do Campeonato Russo Júnior, atrás de Yulia Bravikova e Soldatova. Ela competiu na divisão júnior da Copa Happy Caravan, em Tasquente, e ganhou o ouro por times, junto com Arina Averina. Nos Jogos de Verão para Estudantes da Spartakiada Russa de 2013, Dina ganhou o bronze no individual geral.

### Sênior

#### 2014
Na temporada 2014, Dina estreou no Grand Prix de Moscou, competindo na divisão sênior dos torneios internacionais. Ela apareceu em sua primeira Copa do Mundo na edição de Lisboa, na qual ganhou o bronze pelo individual geral, atrás de Melitina Staniouta. Na final do evento ela ficou em 2º lugar nas maças e 3º na fita. De 23 a 27 de abril, Dina competiu no nacional sênior do Campeonato Russo de 2014, terminando na 6ª posição do individual geral.

#### 2015
Na temporada 2015, Dina começou participando do Grand Prix de Moscou. Em seguida ingressou no Torneio Internacional de Ginástica Rítmica Corbeil-Essonnes, no qual ficou em segundo lugar no individual geral, atrás de sua irmã Arina Averina. Ela se qualificou para quatro finais de aparelhos e levou o ouro na fita (empate com Arina), prata no arco e na bola, e ficou em 6º nas maças. De 7 a 9 de agosto, Dina competiu no MTK Budapest, levando o ouro no individual geral, arco, bola, maças e a prata na fita. Dina ainda ganhou outro ouro no individual geral do Torneio Internacional Dundee de 2015, em Sófia, à frente da irmã gêmea Arina.

#### 2016
Em 2016, Dina iniciou sua temporada competindo no Grand Prix de Moscou, no qual ficou na 6ª posição no individual geral e se qualificou para a final no arco. De 26a 28 de fevereiro, Dina competiu na primeira Copa Mundial da temporada, a Espoo World Cup 2016, na qual também terminou em 6º no individual geral. Ela ganhou bronze na bola, ficou em 4º no arco e nas maças, e em 6º na fita. Dina então competiu na divisão sênior de torneios internacionais em Lisboa, onde ganhou o ouro no individual geral e foi para a final de todos os aparelhos. No 30º Thiais Grand Prix em Paris, Dina terminou na 9ª posição no individual geral. De 1a 3 de abril, ela competiu na Copa Mundial de Pésaro, terminando no 5º lugar no individual geral, com um total de 73.500 pontos. Ela se qualificou em todos os aparelhos depois que a colega de time Yana Kudryavtseva desistiu das finais. Dina ganhou a prata na bola e na fita, e bronze  no arco e maças. Dina ficou com o bronze no individual geral do Campeonato Russo de 2016, sediado em Sóchi. De 6 a 8 de maio, Dina competiu no Brno Grand Prix, no qual recebeu o bronze no individual geral com um total de 72.850 pontos. Ela se qualificou em três aparelhos, levou a prata no arco e na fita, e ficou em 4º nas maças. De 13 a 15 de maio, Dina ganhou o bronze no individual geral do Bucharest Grand Prix, com o total de 73.100 pontos, além de ter se qualificado para a final de todos os aparelhos: ganhou prata nas maças atrás de Salome Pazhava, bronze no arco e na bola (empatada com Katsiaryna Halkina) e 7ª posição na fita. De 27 a 29 de maio, Dina terminou em 5º no individual geral da Copa do Mundo de Sofia, com o total de 72.900 pontos. Nesta evento ela se qualificou nas finais do arco, terminando em 4º, atrás da irmã Arina Averina. De 1 a 3 de julho, Dina competiu na Copa do Mundo de Berlin, na qual ganhou o individual geral com 74.050 pontos, ficou em 1º na bola e na fita, em 4º no arco e 8º nas maças. De 22 a 24 de setembro, Dina competiu na Final do Grand Prix, em Eilat, Israel. Lá ela ganhou o bronze no individual geral após alcançar um novo recorde pessoal: 74.450 pontos. Ela ainda se qualificou na final de dois aparelhos, levando a prata na bola e ficando em 5º nas maças.

#### 2017

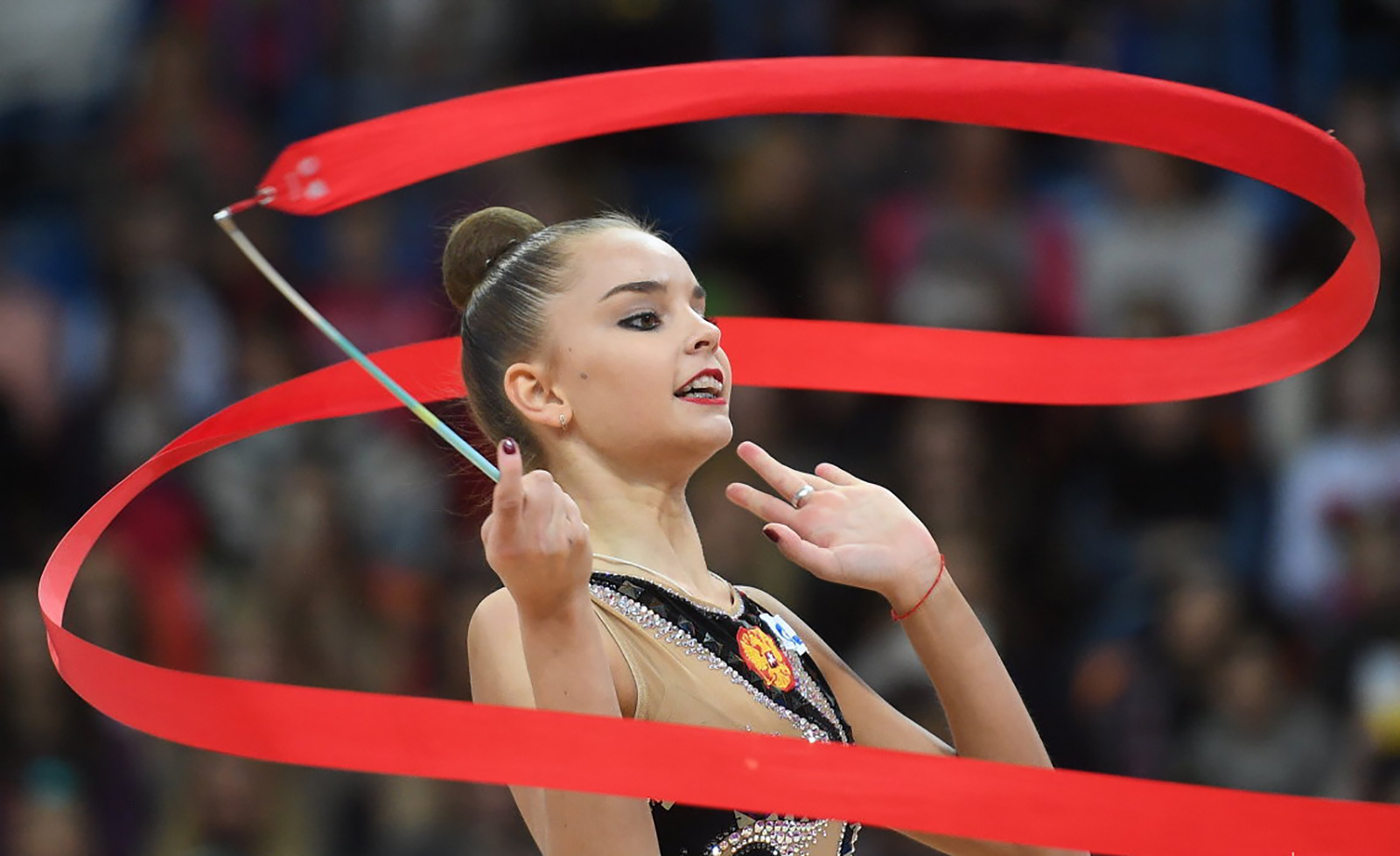
Dina no Grand Prix de Moscou de 2017

A temporada de 2017 de Dina começou no Grand Prix de Moscou, no qual ela ganhou o ouro no individual geral e atingiu um novo recorde pessoal, 76.050 pontos. Ela se qualificou para a final de todos os aparelhos, terminando com o ouro no arco, nas maças e na fita, e com a prata na bola (atrás de Aleksandra Soldatova). Dina então participou no Troféu Desio-Italia, no qual ganhou o ouro no individual geral e o ouro por grupo (junto com a irmã Arina). De 10 a 12 de março, Dina se tornou a campeã individual geral do Campeonato Russo, ganhando da então campeã Aleksandra Soldatova, que terminou em 2º. De 24 a 26 de março, Dina então competiu no Thiais Grand Prix, no qual ganhou o ouro no individual geral com 74.500 pontos. Ela se qualificou para a final de todos os aparelhos, levando o ouro no arco, na bola e nas maças, e a prata na fita. De 7 a 9 de abril, Dina competiu na primeira Copa do Mundo da temporada de 2017, a Pésaro World Cup, na qual ganhou a prata no individual geral, atrás da colega de time Aleksandra Soldatova. Ela se qualificou para todas as finais de aparelhos e ganhou ouro na bola, nas maças e na fita, e a prata no arco. Seu próximo evento foi na Copa do Mundo de Tashkent, onde levou o ouro no individual geral, à frente de Arina Averina. Ela se qualificou para a final de todos os aparelhos, levando o ouro nas maças e a prata na bola, arco e fita. De 19 a 21 de maio, no Campeonato Europeu de Budapeste, Dina fez parte do time russo que levou o ouro (junto com as atletas Arina Averina, Aleksandra Soldatova e o grupo júnior) com uma pontuação de 182.175, onze pontos à frente do segundo colocado, o time da Belarus. Dina se qualificou para a final de três aparelhos, levando o ouro no arco, na fita e a prata nas maças, atrás de Arina. De 23 a 26 de junho, Dina competiu no Holon Grand Prix, no qual ficou com a prata no individual geral, o ouro na bola, prata nas maças e 6ª posição no arco. No quadrienal dos Jogos Mundiais de 2017, que foi sediado na Breslávia de 20 a 30 de julho, Dina ganhou o ouro nas maças e a prata nas outras três categorias. De 11 a 13 de agosto, Dina competiu na Copa Kazan World Challenge e ganhou o ouro no individual geral, o que colocou sua irmã Arina em segundo lugar. Ela ainda se qualificou na final de todos os aparelhos e ganhou ouro no arco e nas maças, prata na fita e 8º lugar na bola. No Campeonato Mundial de 2017, que aconteceu de 30 de agosto a 3 de setembro em Pésaro, Dina ficou com o ouro no arco (19.100 pontos) e nas maças (19.000 pontos), e a prata na bola (18.700 pontos) e na fita (17.200 pontos). Durante a fase da final individual geral, ela acumulou as notas: arco - 18.850; bola - 18.550; maças - 18.850; fita - 18.450. Com o total de 74.700 pontos, ela se tornou a campeã, à frente da irmã Arina, que ficou com o 2º lugar.

#### 2018
Em 2018, Dina competiu no Grand Prix de Moscou, no qual obteve o ouro pelo individual geral, pelo arco e pelas maças, e a prata pela bola. De 24 a 25 de março, Dina ganhou o ouro no individual geral do Thiais Grand Prix. Lá ela se qualificou para a final de três aparelhos e levou o ouro na bola e na fita, além da prata nas maças. De 13 a 15 de abril, Dina competiu Na Copa do Mundo de Pésarp. Ela ganhou o ouro no individual geral, na bola e nas maças, a prata no arco e ficou em 4º na fita. Ela competiu depois no Campeonato Mundial de Sófia, no qual ganhou o ouro no individual geral, no arco, na bola e nas maças.

#### 2019
Dina ganhou ouro na categoria time, no arco e na fita no Campeonato Europeu de 2019. Ela também competiu nos Jogos Europeus, ganhou o ouro no individual geral, no arco e na fita, prata nas maças e bronze na bola.

#### 2021: ciclo olímpico
Dina começou a temporada mais uma vez no Grand Prix de Moscou, no qual ganhou o ouro à frente das compatriotas Arina Averina e Lala Kramarenko, respectivamente 2ª e 3ª colocadas. Na final por aparelhos, ela ficou com o 1º lugar na bola e na fita, 2º no arco e 3º nas maças. Na Copa do Mundo de Trasquente, novamente ficou com o ouro à frente de Arina Averina e Anastasiia Salos, além de ficar em 1º no arco, 2º na bola e nas maças e 3º na fita. Na Copa do Mundo de Pésaro, conseguiu novamente a primeira colocação, batendo a irmã Arina e Alina Harnasko, e levou o ouro no arco, a prata na bola e na fita e o bronze nas maças. De 9 a 13 de junho, competiu no Campeonato Europeu, em Varna, conseguindo o bronze na final geral, atrás de Boryana Kaleyn, e o ouro no arco, na bola e na fita, além de prata nas maças. Em time com Lala Kramarenko, Arina Averina e o grupo russo, atingiu a primeira colocação. Na Moscow Challenge World Cup, última competição antes das Olimpíadas, conseguiu o ouro, à frente de Lala Kramarenko e Ekaterina Vedeneeva, bem como em todas as finais de aparelhos. Sua irmã Arina foi removida da lista desta competição no dia anterior e substituída por Kramarenko.
Nos Jogos Olímpicos de 2020, em Tóquio, Dina Averina perdeu para Linoy Ashram, de Israel, e terminou em segundo lugar, o que fez com que a Rússia terminasse sem o ouro pela primeira vez na ginástica rítmica desde 1996. O fato causou um grande escândalo e houve acusações aos árbitros de terem feito um julgamento injusto, uma vez que a israelense deixou cair a fita e Dina executou suas quatro apresentações sem quedas. Os jurados levaram 6 minutos para soltar a nota de Dina. Surgiram ameaças da imprensa russa direcionadas a Linoy Ashram e aos jurados. Entretanto, Dina pediu que o assédio a Ashram fosse encerrado e afirmou que a atleta não havia feito nada errado. Irina Viner, Yana Batyrchina, Alina Kabaeva, Margarita Mamun e outros expressaram contrariedade em relação ao julgamento das notas.

#### Após as Olimpíadas
As irmãs Averinas voltaram às competições após os Jogos Olímpicos com o torneiro internacional Olympico Cup, em Moscou, no qual Dina estreou uma nova rotina de maças e sua irmã estreou apresentações de maças e fita. Dina foi campeã à frente de Arina Averina e Elzhana Taniyeva. Ela competiu no Campeonato Mundial de Ginástica Rítmica de Kitakyushu, no qual ganhou o ouro no arco, na bola e nas maças, e a prata na fita, ultrapassada por Alina Harnasko. Na final do individual geral, Dina novamente ficou com o ouro e o título de campeã mundial, pela quarta vez consecutiva, o que fez dela a ginasta com maior quantidade de títulos (batendo o recorde de Maria Gigova, Maria Petrova, Evgenia Kanaeva e Yana Kudryatseva) . Ela ainda conseguiu o ouro por times, junto com Arina Averina e o grupo russo.

## Técnicas de ginástica
Dina é conhecida por apresentar rotinas rápidas e por seu manejo dinâmico dos aparelhos. Ela detém uma pontuação com nível de dificuldade no valor 10, que foi atribuído à sua rotina de maças. A última ginasta a receber um 10 em Dificuldade foi Evgenia Kanaeva.

## Vida Pessoal

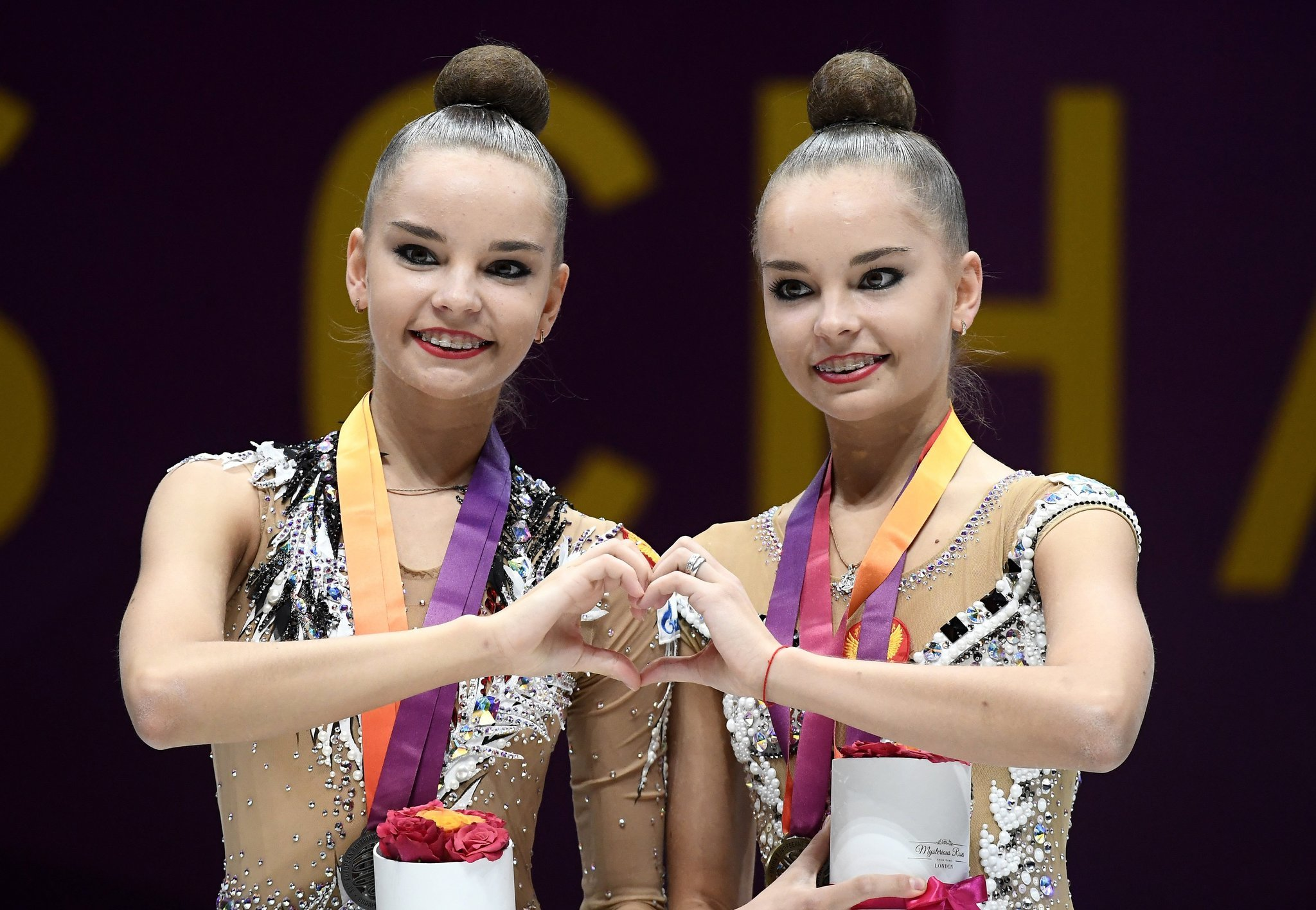
Dina com Arina no pódio no Campeonato Europeu de 2017

Dina e sua irmã gêmea idêntica, Arina Averina, nasceram no dia 13 de agosto de 1998. Arina nasceu 20 minutos antes de Dina. Filhas de Ksenia Averina e Alexey Averin, Dina e Arina começaram na ginástica rítmica com quatro anos de idade. Ambas as irmãs possuem manchas na maçã do rosto superior (perto da orelha direita), mas a característica de Dina aparece no canto inferior direito, enquanto Arina possui a mancha no canto superior direito. Arina tem uma cicatriz acima do olho direito, causada em um acidente com uma maça. Elas têm uma irmã mais velha chamada Polina.

## Informações sobre as músicas das rotinas
| Ano  | Aparelho                    | Título da música |
| ---- | --------------------------- | --- |
| 2021 | Arco                        | "Thunderstruck", de David Garrett                                                                                           |
| 2021 | Bola                        | "Sinfonia Nº. 6 em B menor, Ab. 74", de Pyotr Tchaikovski                                                                   |
| 2021 | Maças                       | "FOGO", de Garmiani com participação de Julimar Santos                                                                      |
| 2021 | Maças (segunda)             | "Call Me Mother", de RuPaul                                                                                                 |
| 2021 | Fita                        | "La Cumparsita", de Yasmin Levy                                                                                             |
| 2021 | Gala                        | "You should see me in a crown", de Billie Eilish                                                                            |
| 2020 | Arco                        | Fantasie Brillante sur Gounod's "Faust", Op. 20, by Henryk Wieniawski                                                       |
| 2020 | Arco (segunda)              | "Thunderstruck", de David Garrett                                                                                           |
| 2020 | Bola                        | "L'Adoration De La Terre", "Le Sacrifice" de The Rite of Spring, composta por Igor Stravinski                               |
| 2020 | Bola (segunda)              | "Sinfonia Nº. 6 em B menor, Ab. 74", de Pyotr Tchaikovski                                                                   |
| 2020 | Maças                       | "Chiquito", de Los Chiquitos                                                                                                |
| 2020 | Maças (segunda)             | "Двигаться", "Kick It (Stephan F Trumpet Remix)", "Breaking it Down", de Raim, Village Girls, Rockin' Nation                |
| 2020 | Maças (terceira)            | "FOGO", de Garmiani com participação de Julimar Santos                                                                      |
| 2020 | Fita                        | "La Cumparsita", de Yasmin Levy                                                                                             |
| 2020 | Gala (Grand Prix de Moscou) | "Time, Forward!", de Alexander Vedernikov & Russian Philharmonic Symphony Orchestra, composta por Georgy Sviridov           |
| 2020 | Gala                        | "Lash Out", de Alice Merton                                                                                                 |
| 2019 | Arco                        | "Piano Concerto Nº.1 em Si bemol menor: 3º movimento", de Maksim Mvrica                                                     |
| 2019 | Bola                        | "Polovetsian Dances", de Alexander Borodin                                                                                  |
| 2019 | Maças                       | "Baladi Asena, Vostochnie Skazki", de Asena, Arash                                                                          |
| 2019 | Fita                        | "Un Vie D'amour", de Charles Aznavour & Mireille Mathieu                                                                    |
| 2019 | Gala                        | "Lash Out", de Alice Merton                                                                                                 |
| 2019 | Gala (Euskalgym)            | "Call Me Mother", de RuPaul                                                                                                 |
| 2018 | Arco                        | "Spartacus", composta por Aram Khachaturian, por Royal Philharmonic Orchestra, Yuri Simonov                                 |
| 2018 | Bola                        | "Petrushka - The Shrovetide Fair", composta por Igor Stravinsky, por Philharmonia Slavonica & Hanspeter Gmür                |
| 2018 | Maças                       | "Hey! Pachuco!" de The Mask (filme), por Royal Crown Revue                                                                  |
| 2018 | Fita                        | "Concerto Nº. 1 in G for violoncelo e orquestra, Ab. 49: I. Allegro", por Yo-Yo Ma, Dmitri Kabalevsky & Dmitry Shostakovich |
| 2018 | Fita (segunda)              | "Kalinka", por Nikolay Baskov                                                                                               |
| 2018 | Gala                        | "Call Me Mother", de RuPaul                                                                                                 |
| 2017 | Arco                        | "Swan Lake (Ato IV Allegro)", por Smolensk Symphonic Orchestra                                                              |
| 2017 | Bola                        | "Volare", do álbum Circus de DJ BoBo                                                                                        |
| 2017 | Maças                       | "Unharness The Horses, Lads (folk ucraniano)", por Kuban Cossack Choir                                                      |
| 2017 | Fita                        | "Dance of the Basques" de Flames of Paris, por Boris Asafyev                                                                |
| 2017 | Gala                        | "Me Too", por Meghan Trainor                                                                                                |
| 2017 | Gala (segunda)              | "The Firebird", por Igor Stravinski                                                                                         |
| 2016 | Arco                        | "One Thousand and One Nights" de Scheherazade                                                                               |
| 2016 | Bola                        | "Zima" por Eduard Khil |
| 2016 | Maças                       | "Caravan" por Antonella Ruggiero                                                                                            |
| 2016 | Fita                        | "Tsigany" por Moiseyev Dance Ensemble                                                                                       |
| 2015 | Arco                        | "Giselle, atoI: Nº. 8, valsa" por Piotr Tchaikovski                                                                         |
| 2015 | Bola                        | "Zima" por Eduard Khil |
| 2015 | Maças                       | "Kalinka", por Nikolay Baskov                                                                                               |
| 2015 | Fita                        | "Tsigany" por Moiseyev Dance Ensemble                                                                                       |
| 2014 | Arco                        | "Song about Bears (Песня о Медведях)" por Alsou                                                                             |
| 2014 | Bola                        | "Jamaica", por Vitas |
| 2014 | Maças                       | "Ciocârlia (folk romeno)" por George Enescu                                                                                 |
| 2014 | Fita                        | "Sabre Dance" por Aram Khachaturian                                                                                         |

## Resultados olímpicos detalhados
| Ano  | Competição | Local  | Música                                                    | Aparelho         | Colocação final | Nota final | Colocação na qualificação | Nota na qualificação |
| ---- | ---------- | ------ | --------------------------------------------------------- | ---------------- | --------------- | ---------- | ------------------------- | -------------------- |
| 2020 | Olimpíadas | Tóquio |                                                           | Individual geral | 2º              | 107.650    | 1º                        | 106.300              |
| 2020 | Olimpíadas | Tóquio | "Thunderstruck", de David Garrett                         | Arco             | 2º              | 27.200     | 1º                        | 27.625               |
| 2020 | Olimpíadas | Tóquio | "Sinfonia Nº. 6 em B menor, Ab. 74", de Pyotr Tchaikovski | Bola             | 1º              | 28.300     | 2º                        | 27.600               |
| 2020 | Olimpíadas | Tóquio | "FOGO", de Garmiani com participação de Julimar Santos    | Maças            | 2º              | 28.150     | 1º                        | 28.275               |
| 2020 | Olimpíadas | Tóquio | "La Cumparsita", de Yasmin Levy                           | Fita             | 1º              | 24.000     | 3º                        | 22.800               |